# El amor de Dánae
El amor de Dánae (título original en alemán, Die Liebe der Danae, Op. 83) es una ópera en tres actos con música de Richard Strauss y libreto en alemán de febrero de 1937 de Joseph Gregor, basado en un esbozo escrito en 1920, "Dánae, o El matrimonio de conveniencia", por Hugo von Hofmannsthal. Strauss trabajó en la partitura en 1937, 1938 y hasta en 1939, aunque él estaba ocupado completando Dafne, desarrollando ideas con Gregor y finalmente reemplazándolo como libretista para Capriccio, y luego sucumbió a la enfermedad, lo que causó un retraso de varios meses hasta 1940. La ópera fue finalmente acabada el 28 de junio de 1940.
Sin embargo, por una serie de razones incluyendo la percepción de Strauss de que el fracaso de La mujer sin sombra, tal como él lo puso, fue causada por haberse "representado en teatros alemanes demasiado pronto después de la guerra", el compositor rechazó permitir a Clemens Krauss, a quien había garantizado el derecho a dirigir las primeras representaciones, representarla hasta dos años después de la guerra.
La ópera es una ingeniosa mezcla de comedia y mitología griega y el acto final "contiene la mejor música de la ópera, un hecho reconocido por Strauss."

## Historia de las representaciones

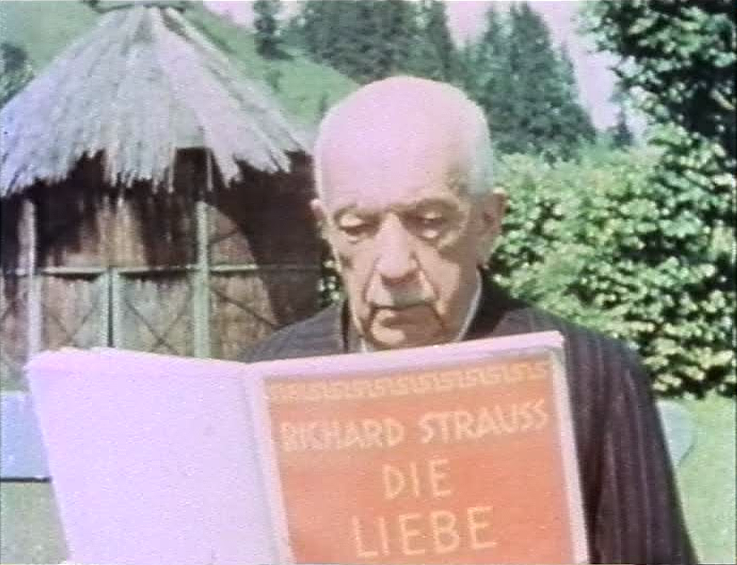
Richard Strauss con libreto de la ópera El amor de Dánae (Garmisch-Partenkirchen, 1945)

Contradiciendo su rechazo original de permitir la primera representación hasta después de la guerra, parece que Strauss había garantizado a Clemens Krauss ya en noviembre de 1942 permiso para representación de la ópera como parte del Festival de Salzburgo. En una carta al compositor, Krauss afirma que "Entonces lograré la mejor representación de la obra en celebración de tu 80.º aniversario" que tendría lugar el 11 de junio de 1944.
Se hicieron arreglos para representaciones a mediados de agosto en 1944, pero, después del atentado del 20 de julio para asesinar a Hitler, Joseph Goebbels declaró la "guerra total" y cerraron todos los teatros dentro del Tercer Reich, dando como resultado que la obra no tuvo una representación pública. Los nazis sin embargo permitieron un ensayo en Salzburgo, dirigido por Clemens Krauss el 16 de agosto, para que Strauss y una audiencia invitada pudiera oír la obra representada. Durante el ensayo orquestal antes de la presentación privada, Strauss fue al foso de la orquesta para escuchar más cerca el bello interludio final en el último acto. 
En años más recientes, la obra ha recibido sólo representaciones esporádicas, principalmente debido a las considerables exigencias vocales y la complejidad de sus direcciones escénicas. De cualquier modo, los aficionados de Strauss tienden a otorgar una consideración especial a la obra.
La primera representación pública, también con Krauss, fue en el Festival de Salzburgo el 14 de agosto de 1952, después de la muerte de Strauss en 1949. Fue entonces cuando se representó en la Royal Opera House de Londres el 16 de septiembre de 1953, bajo Rudolf Kempe. La primera representación estadounidense fue en la Universidad de Southern California en Los Ángeles el 10 de abril de 1964. Se representó como parte de las temporadas del festival de verano de 1982 y 1985 por la Ópera de Santa Fe dirigida por el fundador de la compañía y gran entusiasta de Strauss, John Crosby. La Ópera Semper en Dresde dio tres representaciones de la ópera en marzo de 2009. En 2006 Renée Fleming grabó el interludio final y el aria de Dánae del Acto III con la Orquesta del Teatro Mariinski dirigido por Valery Gergiev para el CD de la Decca titulado Homage: The Age of the Diva.

## Personajes
| Personaje                                                    | Tesitura                       | Reparto del estreno 16 de agosto de 1944 (ensayo con vestuario) (Director: Clemens Krauss) | Reparto del estreno público 14 de agosto de 1952 (Director: Clemens Krauss) |
| ------------------------------------------------------------ | ------------------------------ | ------------------------------------------------------------------------------------------ | --------------------------------------------------------------------------- |
| Júpiter                                                      | barítono                       | Hans Hotter                                                                                | Paul Schöffler                                                              |
| Merkur (Mercurio)                                            | tenor                          | Franz Klarwein                                                                             | Josef Traxel                                                                |
| Pollux, rey de Eos                                           | tenor                          | Karl Ostertag                                                                              | László Szemere                                                              |
| Danae, su hija                                               | soprano dramática              | Viorica Ursuleac                                                                           | Annelies Kupper                                                             |
| Xanthe, su sirviente                                         | soprano                        | Irmgard Handler                                                                            | Anny Felbermayer                                                            |
| Midas, rey de Lidia                                          | tenor                          | Horst Taubmann                                                                             | Josef Gostic                                                                |
| Cuatro reinas: Semele Europa Alkmene Leda                    | soprano mezzosoprano contralto | Maud Cunitz Stefania Fratnik Maria Cornelius Anka Jelacic                                  | Dorothea Siebert Esther Réthy Georgine von Milinkovic Sieglinde Wagner      |
| Cuatro reyes, sobrinos de Pólux                              | 2 tenores, 2 bajos             | Josef Trojan-Regar Walter Carnuth Georg Wieter Franz Theo Reuter                           | August Jaresch Erich Majkut Harald Pröglhöf Franz Bierbach                  |
| Cuatro guardias                                              | bajos                          |                                                                                            |                                                                             |
| Acreedores, sirvientes y seguidores de Pólux y Dánae, pueblo |                                |                                                                                            |                                                                             |

## Argumento
Dánae, cuyo padre el rey Pólux está en bancarrota y asediado por acreedores, sueña con un marido rico en términos de una lluvia de oro. Enviados reales vuelven con noticias de que Midas, quien puede hacer que todo se vuelva de oro, ha consentido en cortejar a Dánae, y se anuncia su llegada a la bahía. Dánae recibe a un extranjero que es Midas disfrazado como su propio sirviente. Extrañamente atraídos entre sí, pasan a la bahía donde el supuesto rey Midas (en realidad Júpiter buscando otra conquista femenina) saluda a Dánae. Júpiter se prepara para su matrimonio con Dánae pero, temiendo que su esposa Juno lo descubra, fuerza a Midas que lo sustituya en la ceremonia. Cuando Dánae y Midas se abrazan, ella se vuelve estatua de oro y Júpiter pretende que ella sea su novia divina. Sin embargo su voz llama al mortal Midas, vuelve a la vida, y los amantes desaparecen en la oscuridad. Júpiter anuncia que ella será maldita con la pobreza. Midas, devuelto a su anterior existencia como un conductor de burros, revela a Dánae su pacto roto con Júpiter, pero Dánae admite que fue el amor, más que su capa dorada, lo que ganó su corazón. Júpiter paga a los acreedores de Pólux con una ducha de oro, y dándose cuenta de que Dánae es algo más que un capricho amoroso, hace un último y desesperado intento de volverla a conquistar. Sin embargo, ella le da un prendedor de oro y el dios acepta su pérdida con un adiós conmovedor.

## Grabaciones
| Año  | Reparto: Júpiter, Mercurio, Pólux, Dánae                               | Director, Teatro de Ópera y Orquesta | Sello discográfico                                  |
| ---- | ---------------------------------------------------------------------- | --- | --------------------------------------------------- |
| 1952 | Paul Schöffler, Josef Traxel, László Szemere, Annelies Kupper          | Clemens Krauss, Orquesta Filarmónica de Viena y el Coro de la Ópera Estatal de Viena (Grabación de una representación del Festival de Salzburgo, 14 de agosto)            | Audio CD: Melodram Cat: 37061; Orfeo Cat: C 292 923 |
| 2000 | Peter Coleman-Wright, Michael Hendrick, William Lewis, Lauren Flanigan | Leon Botstein, Orquesta Sinfónica de América y Concert Chorale de Nueva York (Grabación de una interpretación de concierto en Avery Fisher Hall, Nueva York, 16 de enero) | Audio CD: Telarc Cat: CD 80570                      |
| 2003 | Franz Grundheber, Robert Chafin, Paul McNamara, Manuela Uhl            | Ulrich Windfuhr, Orquesta Filarmónica de Kiel y Coro de la Ópera de Kiel (Grabación de dos representaciones de concierto en Kieler Schloss, Kiel, 2 y 11 de abril)        | Audio CD: cpo Cat: 999967-2                         |